# 9K116-2 Šeksna

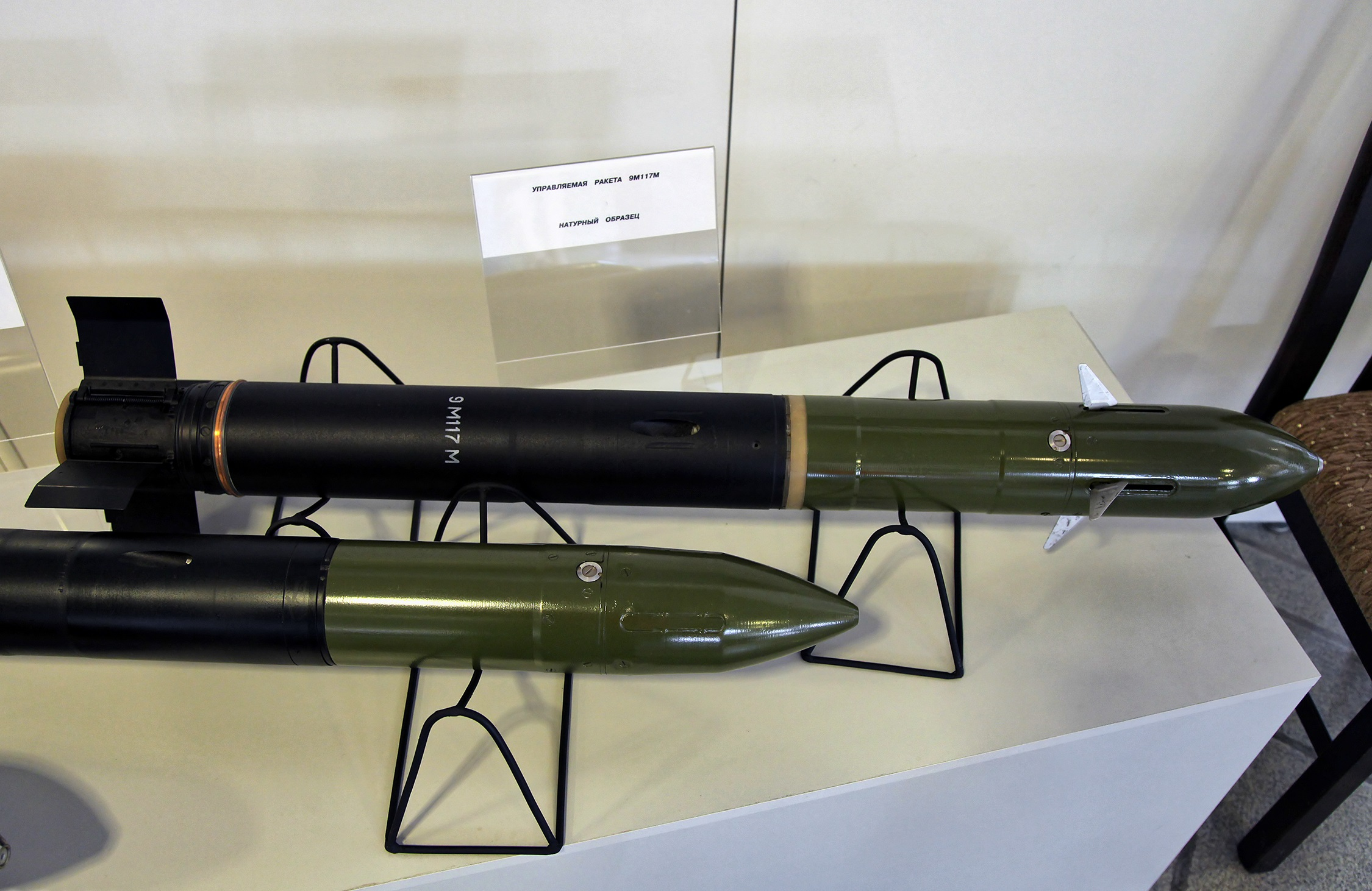
Střela 9M117M

9K116-2 Šeksna (v kódu NATO AT-12 „Swinger“) je název sovětské protitankové řízené střely. Řízená střela nese označení  9M117. Jedná se o protitankový raketový komplet velkého dosahu určený k odpalování řízené střely z hlavně tanku využívající systému dálkového navedení po laserovém paprsku.
PTŘS 9M117 je používána rovněž v kompletu 9K116 Kastet jako výzbroj taženého protitankového kanonu MT-12 nebo v kompletu 9K116-1 Bastion jako výzbroj tanků T-55, případně v kompletu 9K116-3 Basňa-2 jako výzbroj BMP-3. PTRK Šeksna tvořil výzbroj tanků T-62M a T-62MV.

## Vývoj
PTRK Šeksna byl vyvinut za účelem modernizace starších tanků T-62 vyzbrojených kanony ráže 115 mm konstrukční kanceláří KBP. Protitanková řízená střela 9M117 byla původně vyvinuta pro PTRK 9K116 Kastět určený pro tažené protitankové kanony MT-12 ráže 100 mm a zavedený do výzbroje roku 1981.
Střela 9M117 tvoří součást jednodílného náboje 3UBK 10-2 ráže 115 mm, který obsahuje jen malou prachovou náplň nutnou k vymetení střely z hlavně. Zdrojem laserového zaměřovacího paprsku je systém 9S58 zabudovaný do tankového zaměřovače 1K13.
Vývoj PTRK Šeksna byl ukončen roku 1983, ale na masové vyzbrojování staých tanků bylo již pozdě. V souvislosti se snižováním mezinárodního napětí začaly být počty tanků ve výzbroji snižovány, přičemž jako první byly vyřazovány starší T-55 a T-62. Nakonec bylo tímto kompletem vyzbrojeno jen malé množství tanků.

## Technická data
- Ráže kanonu: 115 mm
- Délka střely: 1084 mm
- Průměr těla střely: 115 mm
- Hmotnost náboje: 30,4 kg
- Dosah: 100 m (minimální), 4000 m (maximální)